# 日本赤十字中央女子短期大学
日本赤十字中央女子短期大学（日语：／ Nihon Sekijūji Chuō Joshi Tanki Daigaku *）是过去一所位于日本东京都涩谷区的私立短期大学。

## 概要

### 简介
- 学校最早可以追溯到1890年[1]。短期大学为于1954年开办[1]、由学校法人日本赤十字经营。招生到1985年、停办于1988年[2]。

### 历史
- 1954年 日本赤十字女子短期大学成立并同时设置护理学科。
- 1966年 改校名日本赤十字中央女子短期大学。
- 1985年 最后一年招生、次年停止招生（正式停办于1988年12月22日[2]）

## 学校环境
- 校区：在了东京都涩谷区[注 1]

## 历任校长
- 东阳一：第一代短期大学校长[3]。
- 小林隆：最后短期大学校长[4]。

## 组织

### 学科
- 护理学科

### 专科
| - 没有 |

### 业余课程
| - 没有 |

## 相关链接
- 日本短期大学列表
- 日本赤十字武藏野短期大学
- 日本赤十字爱知短期大学
- 日本赤十字秋田短期大学